# 第73回ゴールデングローブ賞
第73回ゴールデングローブ賞（だい73かいゴールデングローブしょう）は2015年の映画とテレビ番組を対象としており、授賞式は2016年1月10日にカリフォルニア州ビバリーヒルズのビバリーヒルトン・ホテルで行われ、NBCが放送した。授賞式はディック・クラーク・プロダクションズがハリウッド外国人映画記者協会と共同でプロデュースする。司会はリッキー・ジャーヴェイスが務める。ノミネーションは2015年12月10日に発表された。

## 受賞・ノミネート
以下がノミネートの一覧である。太字が受賞である。

### 映画
| 映画作品賞 | 映画作品賞 |
| ドラマ部門 | ミュージカル・コメディ部門 |
| --- | --- |
| - 『レヴェナント: 蘇えりし者』 - 『キャロル』 - 『マッドマックス 怒りのデス・ロード』 - 『ルーム』 - 『スポットライト 世紀のスクープ』 | - 『オデッセイ』 - 『マネー・ショート 華麗なる大逆転』 - 『ジョイ』 - 『SPY/スパイ』 - 『エイミー、エイミー、エイミー! こじらせシングルライフの抜け出し方』 |
| 映画演技賞（ドラマ部門） | |
| 主演男優賞 | 主演女優賞 |
| - レオナルド・ディカプリオ - 『レヴェナント: 蘇えりし者』 - ブライアン・クランストン - 『トランボ ハリウッドに最も嫌われた男』 - マイケル・ファスベンダー - 『スティーブ・ジョブズ』 - エディ・レッドメイン - 『リリーのすべて』 - ウィル・スミス - 『コンカッション』                      | - ブリー・ラーソン - 『ルーム』 - ケイト・ブランシェット - 『キャロル』 - ルーニー・マーラ - 『キャロル』 - シアーシャ・ローナン - 『ブルックリン』 - アリシア・ヴィキャンデル - 『リリーのすべて』 |
| 映画演技賞（ミュージカル・コメディ部門） | |
| 主演男優賞 | 主演女優賞 |
| - マット・デイモン - 『オデッセイ』 - クリスチャン・ベール - 『マネー・ショート 華麗なる大逆転』 - スティーヴ・カレル - 『マネー・ショート 華麗なる大逆転』 - アル・パチーノ - 『Dearダニー 君へのうた』 - マーク・ラファロ - 『それでも、やっぱりパパが好き!』                             | - ジェニファー・ローレンス - 『ジョイ』 - メリッサ・マッカーシー - 『SPY/スパイ』 - エイミー・シューマー - 『エイミー、エイミー、エイミー! こじらせシングルライフの抜け出し方』 - マギー・スミス - 『ミス・シェパードをお手本に』 - リリー・トムリン - 『愛しのグランマ』 |
| 助演男優賞 | 助演女優賞 |
| - シルヴェスター・スタローン - 『クリード チャンプを継ぐ男』 - ポール・ダノ - 『ラブ&マーシー 終わらないメロディー』 - イドリス・エルバ - 『ビースト・オブ・ノー・ネーション』 - マーク・ライランス - 『ブリッジ・オブ・スパイ』 - マイケル・シャノン - 『ドリーム ホーム 99%を操る男たち』 | - ケイト・ウィンスレット - 『スティーブ・ジョブズ』 - ジェーン・フォンダ - 『グランドフィナーレ』 - ヘレン・ミレン - 『トランボ ハリウッドに最も嫌われた男』 - ジェニファー・ジェイソン・リー - 『ヘイトフル・エイト』 - アリシア・ヴィキャンデル - 『エクス・マキナ』 |
| 監督賞 | 脚本賞 |
| - アレハンドロ・ゴンサレス・イニャリトゥ - 『レヴェナント: 蘇えりし者』 - トッド・ヘインズ - 『キャロル』 - トム・マッカーシー - 『スポットライト 世紀のスクープ』 - ジョージ・ミラー - 『マッドマックス 怒りのデス・ロード』 - リドリー・スコット - 『オデッセイ』                         | - アーロン・ソーキン - 『スティーブ・ジョブズ』 - エマ・ドナヒュー - 『ルーム』 - トム・マッカーシー、ジョシュ・シンガー - 『スポットライト 世紀のスクープ』 - チャールズ・ランドルフ、アダム・マッケイ - 『マネー・ショート 華麗なる大逆転』 - クエンティン・タランティーノ - 『ヘイトフル・エイト』 |
| 作曲賞 | 主題歌賞 |
| - エンニオ・モリコーネ - 『ヘイトフル・エイト』 - カーター・バーウェル - 『キャロル』 - アレクサンドル・デスプラ - 『リリーのすべて』 - ダニエル・ペンバートン - 『スティーブ・ジョブズ』 - 坂本龍一、アルヴァ・ノト - 『レヴェナント: 蘇えりし者』                                         | - "Writing's On The Wall"（サム・スミス） - 『007 スペクター』 - "One Kind of Love" （ブライアン・ウィルソン、スコット・ベネット） - 『ラブ＆マーシー 終わらないメロディー』 - "Simple Song #3" （デイビッド・ラング） - 『グランドフィナーレ』 - "See You Again" （DJ Frank E、アンドリュー・セダー、チャーリー・プス、ウィズ・カリファ） - 『ワイルド・スピード SKY MISSION』 - "Love Me Like You Do" （マックス・マーティン、Savan Kotecha、Ali Payami、トーヴ・ロー、Ilya Salmanzadeh） - 『フィフティ・シェイズ・オブ・グレイ』 |
| アニメ映画賞 | 外国語映画賞 |
| - 『インサイド・ヘッド』 - 『アノマリサ』 - 『アーロと少年』 - 『I LOVE スヌーピー THE PEANUTS MOVIE』 - 『映画 ひつじのショーン 〜バック・トゥ・ザ・ホーム〜』 | - 『サウルの息子』 ハンガリー - 『神様メール』 ベルギー フランス ルクセンブルク - 『ザ・クラブ』 チリ - 『こころに剣士を』 フィンランド ドイツ エストニア - 『裸足の季節』 フランス |

## 複数部門でのノミネート・受賞
以下の16本の映画が複数部門でのノミネーションを獲得した。
| ノミネート数 | 作品                                                             |
| ------------ | ---------------------------------------------------------------- |
| 5            | キャロル                                                         |
| 4            | スティーブ・ジョブズ                                             |
| 4            | マネー・ショート 華麗なる大逆転                                  |
| 4            | レヴェナント: 蘇えりし者                                         |
| 3            | ルーム                                                           |
| 3            | スポットライト 世紀のスクープ                                    |
| 3            | リリーのすべて                                                   |
| 3            | ヘイトフル・エイト                                               |
| 3            | オデッセイ                                                       |
| 2            | ジョイ                                                           |
| 2            | ラブ&マーシー 終わらないメロディー                               |
| 2            | マッドマックス 怒りのデス・ロード                                |
| 2            | SPY/スパイ                                                       |
| 2            | エイミー、エイミー、エイミー! こじらせシングルライフの抜け出し方 |
| 2            | トランボ ハリウッドに最も嫌われた男                              |
| 2            | グランドフィナーレ                                               |